# Santirad Weing-in
Santirad Weing-in (thailändisch สันติราษฎร์ เวียงอินทร์; * 12. Oktober 1989 in Nakhon Phanom) ist ein thailändischer Fußballspieler.

## Karriere
Santirad Weing-in erlernte das Fußballspielen in der Jugendmannschaft vom Nakhon Pathom United FC in Nakhon Pathom. Hier unterschrieb er auch seinen ersten Profivertrag. 2013 spielte er mit dem Verein in der zweiten thailändischen Liga, der Thai Premier League Division 1. 2014 wechselte er zum Erstligisten Sisaket FC. Mit dem Verein aus Sisaket spielte er 31-mal in der ersten Liga, der Thai Premier League. Ligakonkurrent Buriram United aus Buriram nahm ihn die Saison 2015 unter Vertrag. Mit Buriram feierte er die thailändische Meisterschaft und den Gewinn des FA Cup und des Thai League Cup. Das Endspiel des FA Cup gegen Muangthong United gewann man mit 3:1, das Finale im Thai League Cup gegen den Sisaket FC gewann Buriram mit 3:1. In der Mekong Club Championship belegte man den ersten Platz vor Boeung Ket Angkor und Becamex Bình Dương. Für Buriram absolvierte er sechs Erstligaspiele. Die Hinserie 2016 spielte er für den Zweitligisten PTT Rayong FC aus Rayong, die Rückserie stand er zweimal für den Erstligisten Sukhothai FC aus Sukhothai auf dem Spielfeld. Mit Sukhothai gewann er 2016 den FA Cup. Aufgrund des Todes von König Bhumibol Adulyadej wurde der Wettbewerb 2016 nach dem Viertelfinale abgebrochen und allen vier verbliebenen Teilnehmern (Chainat Hornbill FC, Chonburi FC, Ratchaburi Mitr Phol, Sukhothai FC) der Titel zugesprochen. Der in der vierten Liga, der Thai League 4, spielende Yasothon FC nahm ihn die Saison 2017 unter Vertrag. Mit dem Verein aus Yasothon trat man in der North/Eastern Region an. Der Zweitligist Khon Kaen FC aus Khon Kaen verpflichtete ihn die Saison 2018. Nach einem Jahr wechselte er zum Ligakonkurrenten Ayutthaya United FC. Anfang 2020 verließ er Thailand und wechselte nach Kambodscha. Hier unterschrieb er einen Vertrag beim Erstligisten Kirivong Sok Sen Chey. Mit dem Verein aus der Provinz Takeo spielte er in der ersten Liga, der Cambodian League. Nach einem Jahr kehrte er wieder nach Thailand zurück. Hier schoss er sich am 1. Januar 2021 dem Drittligisten Muangkan United FC aus Kanchanaburi an. Am Ende der Saison wurde er mit dem Verein Meister der Region. In den Aufstiegsspielen zur zweiten Liga belegte man den zweiten Platz und stieg somit in die zweite Liga auf. Nach dem Aufstieg verließ er den Verein und schloss sich dem Drittligisten Ubon Kruanapat FC an. Mit dem Verein aus Ubon Ratchathani spielte er 22-mal in der North/Eastern Region der Liga. Vom 1. Mai 2022 bis 30. Juni 2023 war er vertrags- und vereinslos. Am 1. Juli 2023 verpflichtete ihn der Bangkoker Amateurligist Romklao United FC. Hier stand er bis Jahresende unter Vertrag. Der Viertligist Roi Et PB United FC nahm ihn im Januar 2024 unter Vertrag. Mit dem Verein spielte er in der North/Eastern Region der Liga. Am Ende der Spielzeit feierte man die Meisterschaft der Region sowie den anschließenden Aufstieg in die dritte Liga.

## Erfolge
Buriram United
- Thai Premier League: 2015
- FA Cup: 2015
- Thai League Cup: 2015
- Mekong Club Championship: 2015
- Kor Royal Cup: 2015

Sukhothai FC
- FA Cup: 2016

Muangkan United FC
- Thai League 3 – West: 2020/21
- Thai League 3 – National Championship: 2020/21 (2. Platz)  ▲

Roi Et PB United FC
- Thailand Semi-Pro League: 2024  ▲